# Tortoreta escatosa
La tortoreta escatosa (Columbina squammata) és una espècie d'ocell de la família dels colúmbids (Columbidae) que habita estepes, sabanes, terres de conreu i ciutats d'Amèrica del Sud, al nord i est de Colòmbia i nord de Veneçuela i des de l'est del Brasil cap al sud fins al nord del Paraguai i zona limítrofa de l'Argentina.